# Краљица југа
Краљица југа (шп. La reina del sur) америчка је теленовела продукцијске куће Телемундо, снимана током 2011.
Серија је снимана по шпанском бестселеру Краљица југа, аутора Артура Переса Ревертеа.
У Србији је приказивана прва сезона током 2011. на телевизији Пинк.

## Синопсис
Тереза никада није желела да постане никаква Краљица, али судбина се поиграла са њом, а љубав према Гуеру осудила ју је да постане Господарица Кокаина и освоји свет којим владају мушкарци. Претворила се у легенду и данас је позната под именом Краљица Југа.
Жена рођена у Кулијакану, навикнута да хода улицама пуним нарко-дилера и корумпиране полиције упада у замку света од кога је одувек покушавала да побегне. Изгубила је опкладу са сопственим срцем и проживљава своју љубавну причу са Гуером Давилом.
Тереза Мендоса заљубљује се у овог пилота, који крије многе тајне записане у роковнику. Човек који ју је очарао мистеријом којом одише учинио је да се заљуби у њега, а његова обећања вратила су јој веру у мушки род, након што је још као девојчица била силована.
Судбина ју је изабрала да буде и жртва и џелат, у послу који је Гуера одвео у смрт. Тереза сада мора да трчи да би сачувала голи живот. У Мексику оставља све успомене и тајне и креће у прекоокеанску пустоловину. Увек се кретала у свету мушкараца који су се смејали смрти у очи и тако је постала јака, одлучна да успе у животу, бранећи се од сурове реалности у којој нема права на љубав. Не знајући када и како, улази у посао са коком и стиче надмоћ над шпанским картелима, претварајући се у Краљицу Југа.
Тако се Тереза Мендоса претворила у легенду, схвативши да кока не представља крај, ни средину било чега - кока је кока и вреди онолико колико си спреман да платиш за њу. Али ту се не завршава Терезина мисија. Она је научила да се осветничка издаја плаћа главом, те не жели да Гуерова смрт прође некажњено. Својом истрајношћу и снагом пробудиће најниже страсти, завист мушкараца и непријатеља из прошлости, који неће моћи да се помире са чињеницом да их је надвладала жена. 
Она долази да освети смрт вољеног човека и неће стати док, следећи правила сопственог закона, не казни кривце. Рат до смрти са Краљицом Југа почиње...

## Ликови
- Тереза Мендоса (Кејт дел Кастиљо) - Тереза је скромна девојка из Синалое у Мексику која је радила у мењачници и заљубила се у погрешног човека. Након што су га убили нарко-дилери Тереза је морала да се суочи са својом горком судбином и постане најмоћнији дилер кокаина на југу Шпаније, односно Краљица југа.

- Епифанио Варгас (Умберто Сурита) - Епифанио Варгас је 60-годишњи мафијаш из Синалое. Драг и љубазан, али превише опасан за своје непријатеље. Он је прави Гуеров убица и највећи противник лепе Терезе.

- Сантија Фистера (Иван Санчез) - Сантијаго је 30-годишњи возач брзих глисера. Скроман је и потпуно другачији од Терезине прве љубави Гуера. Он је озбиљан и концентрисан и помало самотњак. Ипак има велику страст за животом и много храбрости. Заљубиће се у Терезу и научити је свему што зна о кријумчарењу, бродовима и једрењу. Он ће бити Терезин пословни и љубавни партнер.

- Патрисија Пати О'Фарел (Кристина Урхел) - Патрисија је Терезина најбоља пријатељица и пословна партнерка из затвора. Заједно са Терезом створиће велико царство као дилерица у јужној Шпанији. Она је ирско-шпанског порекла, из аристократске породице, бисексуалка и зависна од кокаина. Манично је заљубљена у Терезу, иако то прикрива испод маске цинизма и окрутности.

- Рајмундо Гуеро Давила (Рафаел Амаја) - Маркантан и згодан 25-годишњак одмах је освојио Терезу. Он је шармантан, приступачан младић мексичко-америчког порекла и пилот. Осећа фаталну љубав према Терези, али с обзиром да се уплео у мутне послове Гуеро ће платити велику цену. Он је прва и највећа Терезина љубав коју она никада неће заборавити.

- Тео Алхарафе (Мигел де Мигел) - Тео је 38-годишњи адвокат. Он је андалузијски аристократа, Патрисијин пријатељ и бивши љубавник. Сјајан је финансијски геније који ће помоћи Терези да повећа своје богатство. Тео ће постати Терезин љубавник који неће успети да освоји срце Краљице југа.

- Олег Јасиков (Алберто Хименез) - Олег је 45-годишњи руски мафијашки шеф у Шпанији. Згодан, наочит и јак, Олег је оличење челичне снаге. Он је добар Терезин пријатељ и одличан пословни саветник. Олег је њен заштитник и важна фигура у животу.

## Улоге
| Глумац:                  | Улога:                      |
| ------------------------ | --------------------------- |
| Кејт дел Кастиљо         | Тереза Мендоса              |
| Умберто Сурита           | Епифанио Варгас             |
| Рафаел Амаја             | Рајмундо Гуеро Давила Пара  |
| Иван Санчез              | Сантијаго Фистера           |
| Кристина Урхел           | Патрисија Пати О'Фарел      |
| Алберто Хименез          | Олег Јасиков                |
| Сара Малдонадо           | Вероника                    |
| Мигел де Мигел           | Тео Алхарафе                |
| Габријел Порас           | Роберто Гато Фијерос Маркез |
| Салвадор Зербони         | Рамиро Варгас Пацов         |
| Дагоберто Гама           | Поте Галвес                 |
| Алехандро Калва          | Сесар Гуемес Бетмен         |
| Кристијан Тапан          | Антонио Смит Вили Ранхер    |
| Кармен Наваро            | Марсела Конехо              |
| Сантијаго Мелендес       | Сатурнино Хуарез            |
| Хуан Хосе Архона         | Детектив Пабло Флорес       |
| Мигхељо Бланко           | Сисо Пернас                 |
| Карлос Дијес Клаус       | Еди Алварез                 |
| Начо Фреснеда            | Дрис Ларби                  |
| Моника Естареадо         | Фатима Мансур               |
| Кука Ескрибано           | Шеила                       |
| Едуардо Веласко          | Абделкадер Чаиб             |
| Алфонсо Ваљехо           | Маноло Сеспедес             |
| Пабло Кастањон           | Лало Веига                  |
| Лорена Сантос            | Сораја                      |
| Алваро Бенет             | Хосеф                       |
| Марта Лилијана Калдерон  | Маргарита Давила Пара       |
| Адријана Франко          | Кармела                     |
| Алехандра Лобело         | Ла Ратона                   |
| Алберто Бареро           | Оскар Лобато                |
| Хуан Пабло Раба          | Хаиме Гутијерез Солана      |
| Ђузепе Романо            | Али                         |
| Хаиме Барбини            | Хоакин Пернас               |
| Гуидо Молина             | Сулејман                    |
| Рафаел Лахера            | Анибал Веласко              |
| Хулио Пачон              | Кањахотас                   |
| Хуан Карлос Соларте      | Димитриј Дима               |
| Хуан Карлос Серано       | Владимир                    |
| Патрисија Алварез        | Мерседес Варгас             |
| Конрадо Осорио           | Иван                        |
| Ескијел Монталт          | Хаиме Џими Аренас           |
| Линколн Паломеке         | Фаустино Санчез Годој       |
| Нореа Хармендија         | Еухенија Монтихо            |
| Сантијаго Мунар          | Доктор Алехандро Урбина     |
| Клауде Пимонт            | Нене Гароу                  |
| Марија Еухенија Гонзалес | Аурора                      |
| Дијего Мигноне           | Кучо Малеспина              |
| Луис Енрике Ролдан       | Доктор Рамос                |
| Илија Росендал           | Алексеј                     |
| Дијана Пара              | Марија Техада               |
| Луиса Фернанда Хиралдо   | Тринидад Санчез Макоки      |
| Анхелика Марија Харамиљо | Адријана                    |
| Аранча Солис             | Кармела                     |
| Хосеф Абадија            | Мартин                      |
| Катарина Сачт де Алмеида | Катја                       |
| Карим ел Карем           | Мохамед Монсур              |
| Нестор Алфонсо Рохас     | Хуан Ернанде                |
| Себастијан Боскан        | Тарик                       |
| Хани Скафи Ђани          | Алберто Ризо Карпасо        |
| Амаја Карине             | Клаудија                    |
| Сантијаго Каиседо        | Сесар Мендез                |